# Eugenie jednokvětá

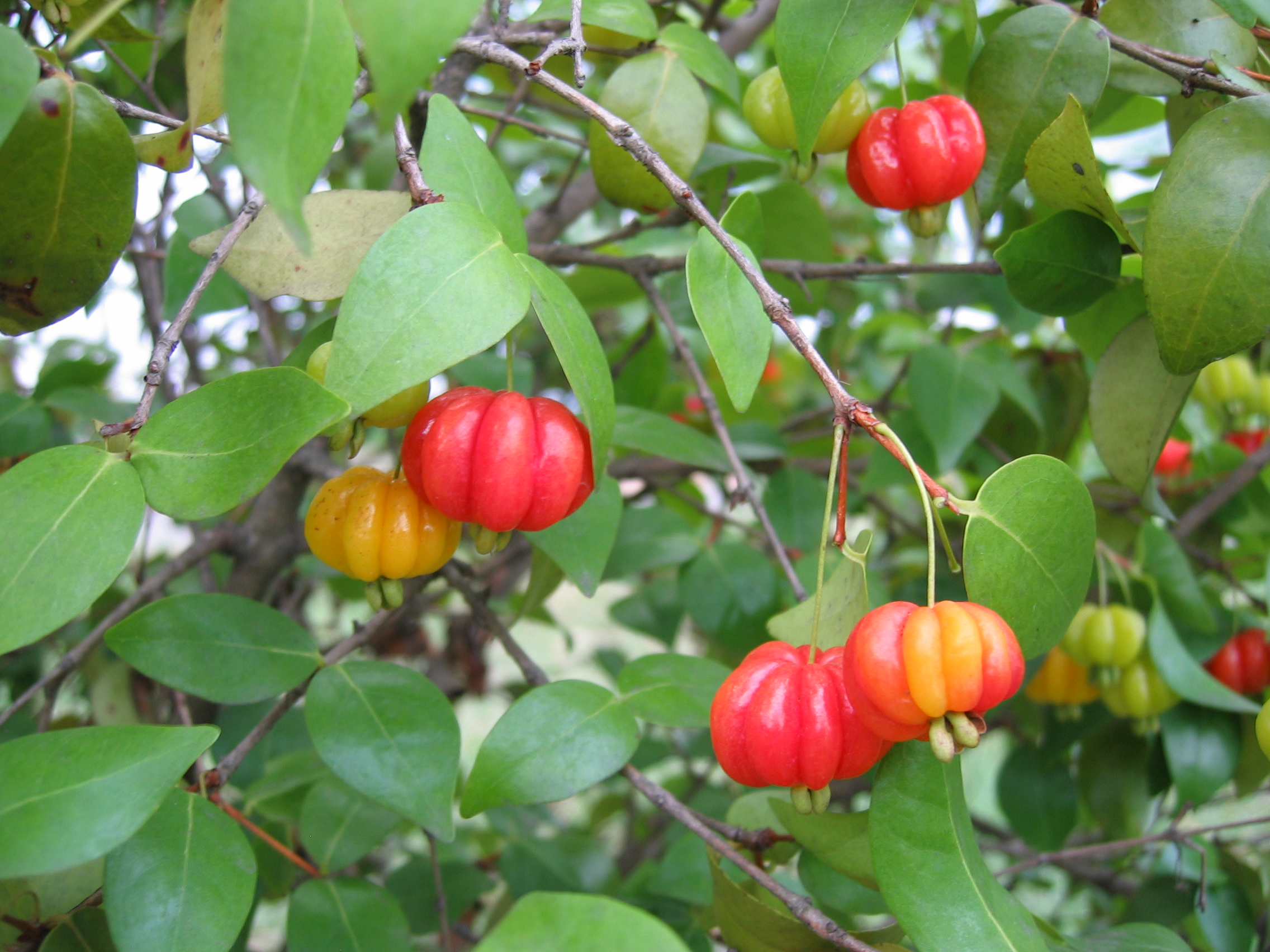
Zrající plody

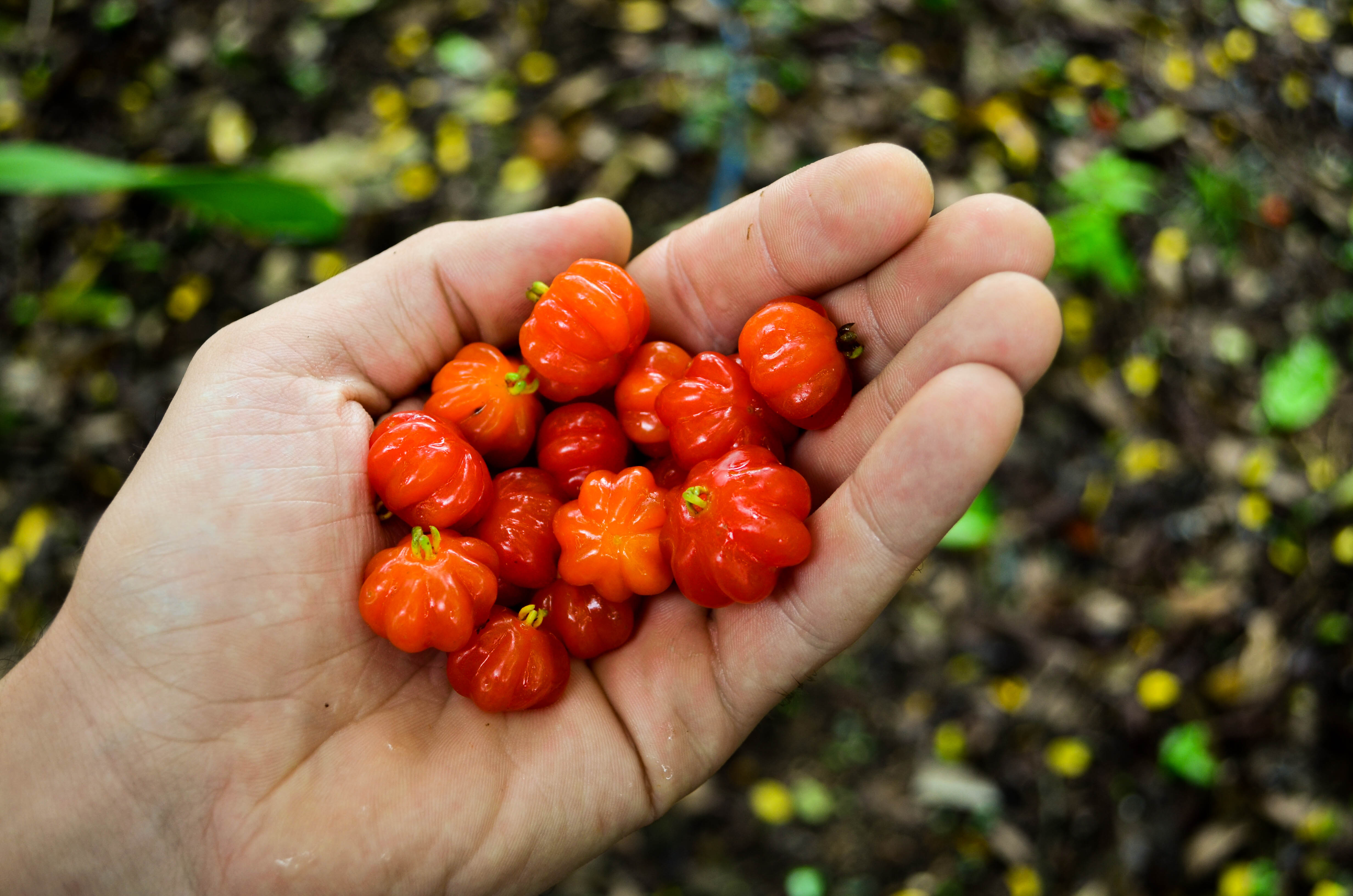
Velikost plodů

Eugenie jednokvětá (Eugenia uniflora) je jihoamerická, subtropická či tropická dřevina s nevelkými, jedlými plody, jeden z mnoha druhů rostlin z rozsáhlého rodu eugenie. V současnosti se pěstuje pod názvy pitanga, brazilská nebo surinamská třešeň, atd. Ve své domovině je stálezelenou rostlinou, v nepříznivých podmínkách (chlad, sucho) se chová jako opadavá.

## Rozšíření
Druh je za původní považován v oblastech Jižní Ameriky. Tradičně roste v Surinamu, Guyaně, Francouzské Guyaně, Brazílii a k ní na přiléhajících územích Bolívie, Paraguaye, Uruguaye a také na severu Argentiny. Postupně byl odtud rozšířen téměř po celé subtropické a tropické Americe včetně Karibiku, dostal se na jih Afriky, na indický subkontinent, do Číny, jihovýchodní Asie, Austrálie i na ostrovy Indického a Tichého oceánu. Byl také vysázen na Blízkém východě, v Makaronésii a na středomořském pobřeží.
Rostlina byla dovezena a zkoušena v Evropě již v době, kdy se portugalští mořeplavci domnívali, že ji přivezli z Indie.

## Ekologie
Je to teplomilná dřevina preferující vlhčí klima. Původně tyto stromy nebo keře vyrůstaly na březích řek, v řídkých lesích nebo v křovinách. Nejlépe roste a plodí v hluboké, výživné, vlhké, ale dobře odvodněné půdě, na plném slunci i v polostínu. Dobře zakořeněná úspěšně přečká i období sucha. Rostlina je přizpůsobivá, může vyrůstat i na mírně zasolené půdě či v dosahu slané mlhy. Je nížinným druhem, obvykle se ji nedaří ve vyšších nadmořských výškách nad 1000 m. Nesnese pokles teploty pod 0 °C.

## Popis
Eugenie jednokvětá může vyrůstat jako štíhlý, často nerovně rostoucí strom vysoký až 8 m nebo hustý keř nepřerůstající výšku 5 m. Kmen stromu mívá průměr nejvíce 50 cm a je pokryt hladkou, nahnědlou kůrou. Vstřícně vyrůstající listy jsou jednoduché, mají krátké řapíky, jsou vejčité, eliptické až kopinaté, 4 až 7 cm dlouhé a 2 až 4 cm široké. Na bázi jsou zaoblené, po obvodě celokrajné a na vrcholu tupě zašpičatěné, někdy bývají zvlněné. Jejich čepele jsou na svrchní straně lesklejší, tmavší a mají hlubokou střední žilku, na spodní straně mají asi pět až sedm párů vyniklých, po okraji obloukovitých, postranních žilek. V mládí jsou listy zbarvené světle růžově až bronzově, při kvetení a zrání plodů jsou tmavě zelené a lesklé (výše položené bývají sytější) a v suchém nebo chladném období zčervenají. Listy jsou aromatické, jejich vůně odpuzuje mnohý hmyz, např. mouchy.
Slabě vonící, krémově bílé květy o velikosti 2 až 3 cm vyrůstají na krátkých stopkách z dřevnatých větví jednotlivě, nebo po dvou až čtyřech v hroznovitých květenstvích. Oboupohlavné květy s malými listeny mají krátkou češuli nepřesahující dvoupouzdrý semeník, čtyřčetný, vytrvalý, trubkovitý kalich s lístky 3 mm velkými a čtyři, asi 8 mm velké, bílé, obvejčité lístky korunní. V květu bývá shluk asi 50 až 60 tyčinek s bílými nitkami a žlutými prašníky, semeník obsahuje asi 40 vajíček. Květy se opylují převážně cizím pylem za pomoci hmyzu, nejčastěji včely medonosné.
Po opylení se plody vyvíjejí velmi rychle a jsou obvykle již do měsíce zralé. Jsou to převisle rostoucí, tmavě červené, zploštělé bobule asi 2 až 3 cm velké, které mají obvykle osm vystouplých žeber a stopu po vytrvalém kalichu. Při zrání mění svou barvu ze zelené na oranžovou a ve zralosti bývají zářivě červené až purpurově hnědé, někdy téměř černé. Jejich slupka je tenká a kryje šťavnatou, až 90 % vody obsahující oranžově červenou dužinu, která je sladkokyselé chuti a voní po pryskyřici. Uvnitř je jedno větší kulaté, nebo dvě až tři menší zploštělá semena.

## Rozmnožování
V přírodě se rostliny rozšiřují semeny, která jsou i s plody sežrána ptáky nebo savci a roznesena v trusu po okolí. Semena zůstávají životaschopná jen po dobu ne delší než měsíc. Pokud se dostane do vhodných podmínek, vyklíčí obvykle během tři až čtyř týdnů. Při zakládání sadů s eugenií jednokvětou se v současnosti vysazují obvykle roubované semenáče, které skýtají záruku větší úrody kvalitního ovoce.
Mladé rostlinky rostou velmi rychle a za dobrých podmínek kvetou již za dva až tři roky a poprvé plodí ve věku pěti až šesti roků, na nevyhovujícím stanovišti až v deseti létech. V prostředí pro růst příznivém a při dostatku živin kvetou a plodí dvakrát ročně, v ideálních podmínkách i častěji. Při častém kvetení jsou jednotlivé výnosy nižší, ročně dospělý strom průměrně vyprodukuje 2,5 až 3,6 kg ovoce. Hnojením a zavlažováním stromů v suchém období se výtěžnost zvyšuje.

## Význam
Eugenie jednokvětá se sází hlavně pro plody, které se spotřebovávají čerstvé nebo se z nich dělají džemy a kompoty, bývají také nakládány do octu. Plody obsahují okolo 10 % sacharidů a proto se z nich také vyrábí ovocné víno i pálenka. Obsahují také množství vitamínu C, vitamínu A, železa, vápníku a fosforu.
V listech jsou silice, které mají po destilaci analgetické, antiparazitální, antifungální a repelentní vlastnosti, v lidovém léčitelství jsou jejich extrakty používány k léčbě vnějších i vnitřních zánětů. Semena jsou nepoživatelná, obsahují hodně pryskyřice a způsobují průjmy.
Pro snadné a těžko kontrolovatelné rozšiřování byla eugenie jednokvětá na Floridě, Bahamách i Bermudách, na Mauriciu i Réunionu, mnoha ostrovech v Pacifiku včetně Havajských ostrovů a ve spolkovém státu Queensland v Austrálie označená za invazní druh. Je ji vyčítáno, že nekontrolovatelně vytváří husté křoviny a vytlačuje původní rostlinstvo. Stává se nežádoucím plevelem tamních lesů, jejich okrajů, městských zahrad, okolí silnic i břehových porostů.

## Galerie

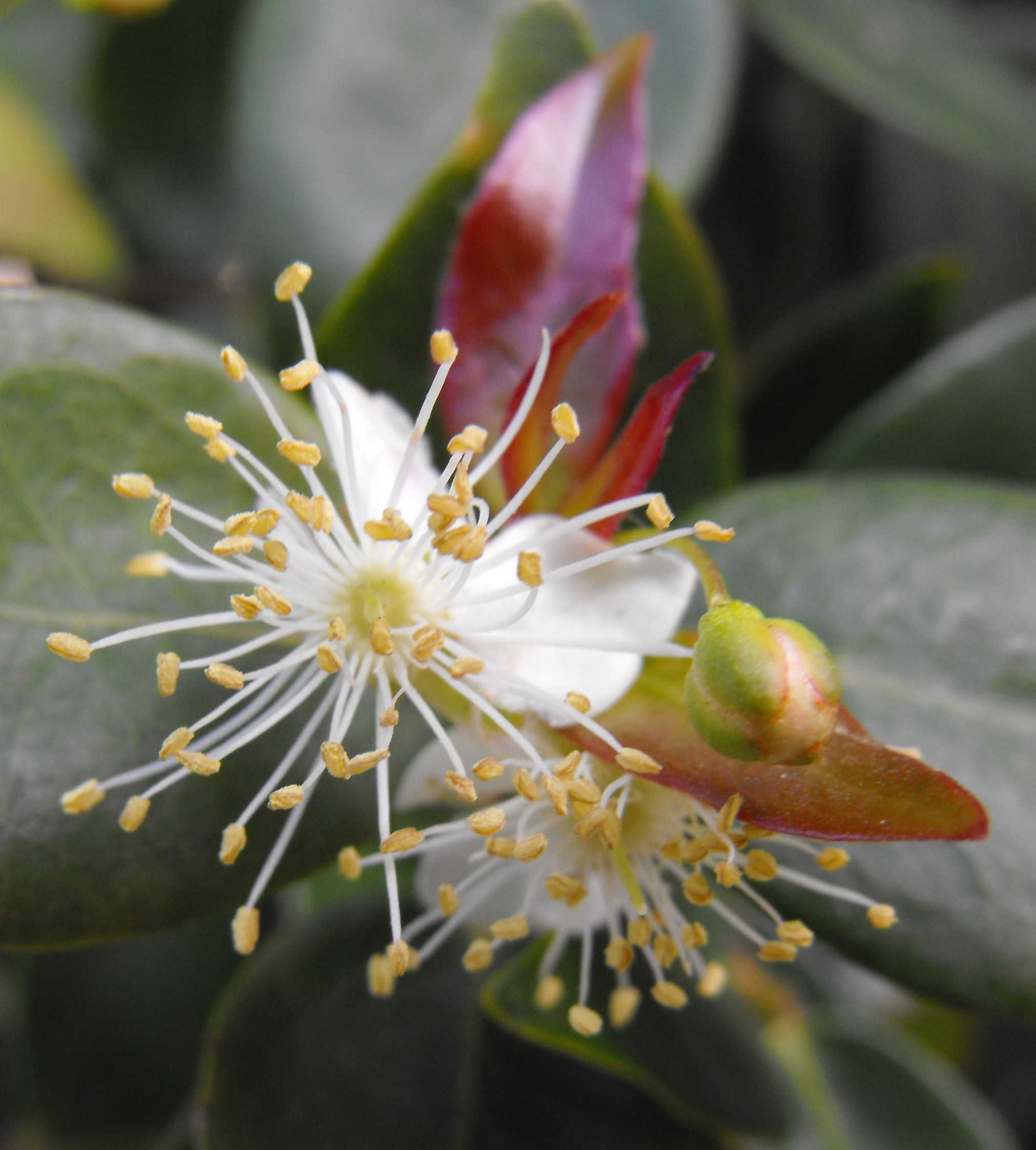
Otevřený květ
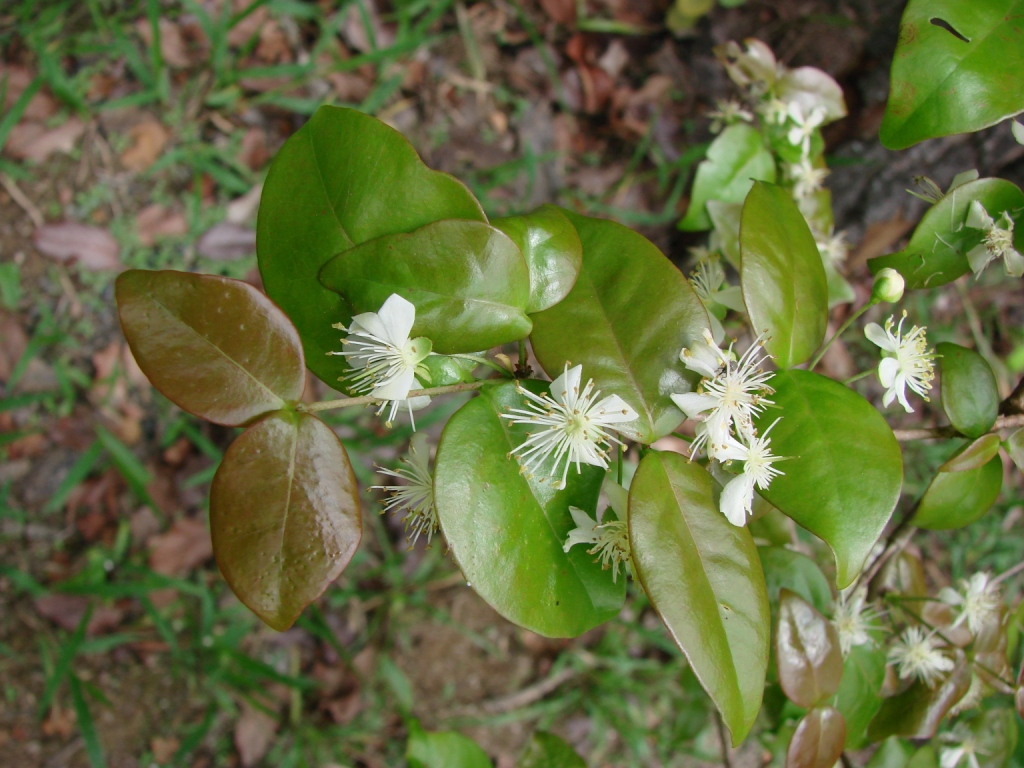
Větvička s květy
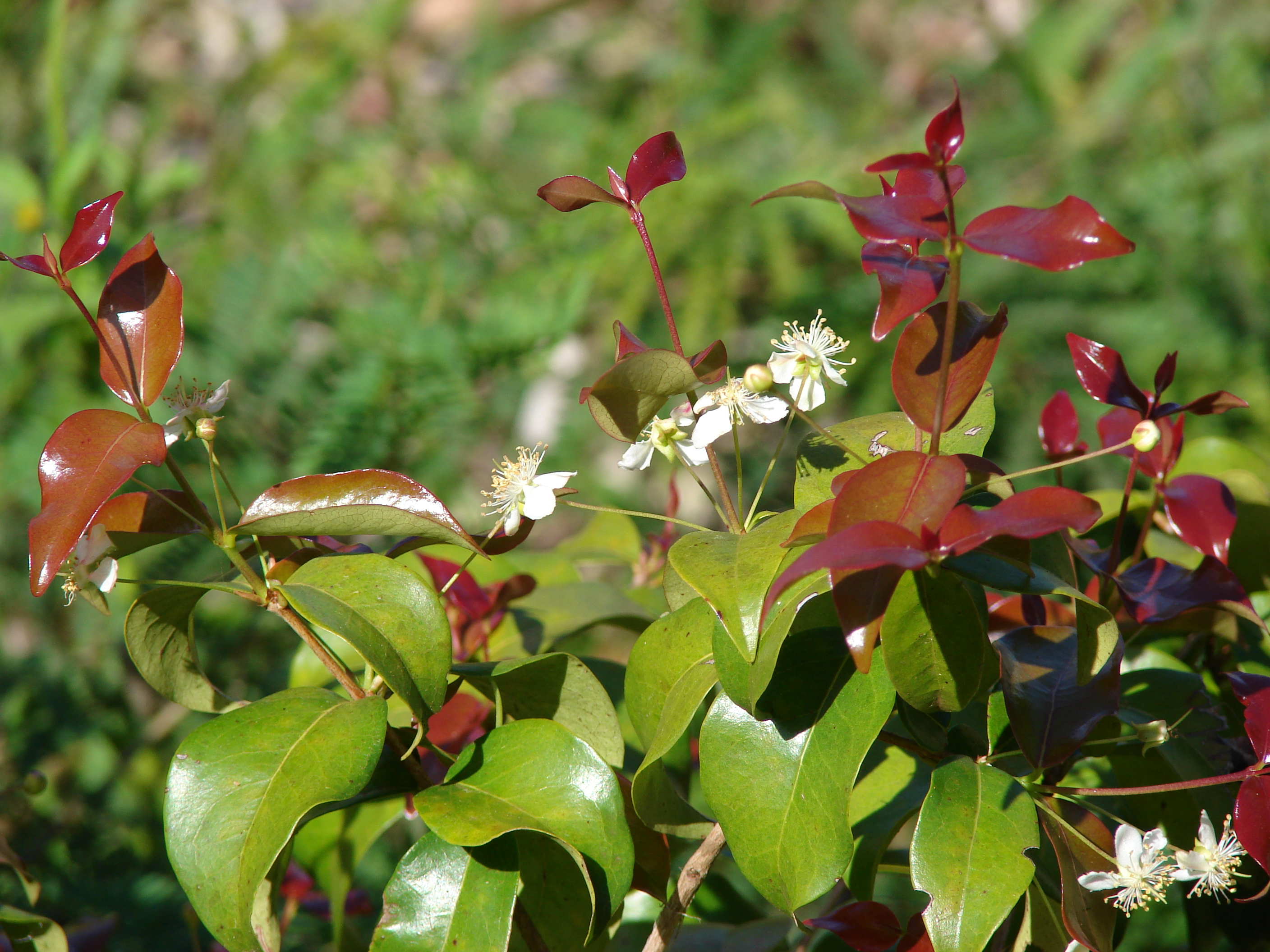
Mladé bronzové listy